# 海洋自由論
《海洋自由论》，全名《论海洋自由或荷兰参与东印度贸易的权利》（拉丁語：Mare Liberum, sive de jure quod Batavis competit ad Indicana commercia dissertatio），是荷兰法学家、哲学家胡果·格老秀斯以拉丁语写成的国际法著作，首次出版于1609年。他在书中主张公海可以自由航行，为当时新兴的海权国家如荷兰、英国提供了相关法律原则的基础，以突破当时西班牙和葡萄牙对海洋贸易的垄断，并反对炮舰外交。